# Vivons cachés
Pour plus de détails, voir Fiche technique et Distribution.
Vivons cachés (Six Cylinder Love) est un film américain réalisé par Elmer Clifton, sorti en 1923.

## Fiche technique
- Titre original : Six Cylinder Love
- Titre français : Vivons cachés
- Réalisation : Elmer Clifton
- Scénario : Carl Stearns Clancy (en) et Ralph Spence d'après la pièce de William Anthony McGuire
- Montage : Ralph Spence
- Pays de production : États-Unis
- Format : Noir et blanc - 1,33:1 - Film muet
- Genre : comédie dramatique
- Durée : 70 minutes
- Date de sortie : 1923

## Distribution
- Ernest Truex : Gilbert Sterling
- Florence Eldridge : Marilyn Sterling
- Donald Meek : Richard Burton
- Maude Hill : Geraldine Burton
- Ann McKittrick : Phyllis Burton
- Marjorie Milton : Marguerite Rogers
- Thomas Mitchell : Bertram Rogers
- Ralph Sipperly (en) : William Donroy
- Berton Churchill : George Stapleton